# Panorama Mesdag
Panorama mesdag er et cirkelrundt panorama af Hendrik Willem Mesdag udstillet i et museum bygget til formålet i Haag. Maleriet er mere end 14 meter højt, omkring 40 meter i diameter og 120 meter i omkreds. De besøgende står på en platform midt i rummet, hvor de får illusionen af at stå på en høj sandklit, hvor de kan se havet, stranden og landsbyen Scheveningen, som det så ud i slutningen af det 19. århundrede. En forgrund med falske sandklitter dækker det nederste af maleriet og gør illusionen mere overbevisende.
Maleren Mesdag var en kendt marinemaler fra Haag-skolen. I 1880 fik han til opgave at male panoramet af et belgisk firma, og med hjælp fra sin kone og mange elever (herunder George Hendrik Breitner) færdiggjorde han det i 1881. Panoramaernes store tid var imidlertid ved at være forbi, og firmaet gik konkurs i 1886. I stedet erhvervede Mesdag selv panoramaet og betalte tabet af egen lomme. Panoramaet er nu det ældste overlevende af sin slags på sin oprindelige placering.